# 데이비드 E. 쇼
데이비드 E. 쇼 (David E. Shaw, 1951년 3월 27일~ )는 미국의 컴퓨터 과학자, 기업인이다.
포춘지가 한때 "월스트리트에서 가장 흥미롭고 신비로운 세력"으로 묘사한 헤지펀드 회사인 D. E. Shaw & Co.를 설립했다. 컬럼비아 대학교 컴퓨터 과학과의 조교수였던 쇼는 최첨단 고속 컴퓨터 네트워크의 도움으로 금융 시장의 비효율성을 이용하여 재산을 모았다. 1996년 포춘지는 고속 양적 거래에서 그의 회사가 선구적인 역할을 했기 때문에 그를 "King Quant"라고 불렀다. 2001년에 쇼는 전산 생화학, 특히 단백질의 분자 역학 시뮬레이션 분야의 풀타임 과학 연구에 전념했다.

## 같이 보기
- 컴퓨터 과학자 목록
- 계산화학